# Флора и Люцилла (святые)
Флора и Люцилла (сконч. в Риме, приблизительно в 260—265 годах) — святые сёстры, мученицы. День памяти — 29 июля.
Согласно преданию девы-сестры, жившие в III веке, были замучены за веру вместе с Евгением и ещё 20 его близкими. Одно из преданий гласит о том, что они были похищены Евгением-африканцем, который затем обратился в Христову веру. Согласно другому преданию  святые сёстры были рабынями Евгения, варварского короля, который, как и в первом предании, был умучен. В 260—265 годах с ними были замучены Антоний, Феодор и ещё 18 их товарищей.
Около 861 года мощи двух святых сестёр по велению Иоанна, епископа Ареццо, были перенесены из Остии в Ареццо. Сообщается, что во время поездки, лошадь, которая везла мощи, остановилась на холме Титан, что в городе Ареццо. Там их часть была оставлена и в их честь была воздвигнута церковь. Затем их мощи были доставлены в другие края, такие как Франция, Германия и Испания, где распространилось их почитание.
В IX веке также была написана пассия, но ненадёжная, так как она тождественна житию св. Ауцеи.